# Aloys Schmitt
Aloys Schmitt (nascut el 26 d'agost de 1788 a Erlenbach am Main; † el 25 de juliol de 1866 a Frankfurt del Main) va ser un compositor, pianista i pedagog musical alemany.

## Biografia
Aloys Schmitt va rebre les seves primeres lliçons de música del seu pare Franz Bartholomäus Schmitt, un organista. Després va viure cinc anys a la casa de l'editor musical André, on, entre d'altres, Johann Georg Vollweiler el va ensenyar. El 1824 va ser nomenat compositor de cambra a Munic i el 1850 va rebre un doctorat honoris causa per la Universitat de Giessen.
Entre els seus alumnes hi ha Ferdinand Hiller, Carl Almenräder i Carl Arnold. També va ensenyar al seu fill Georg Alois Schmitt i al seu germà petit Jacob Schmitt.

## Família
Es va casar amb Auguste Karoline Wohl (1802–1872). La parella va tenir dues filles i quatre fills, entre ells:
- Georg Ludwig Alois Franziscus Schmitt (nascut el 2 de febrer de 1827 a Hannover; † el 15 d'octubre de 1902 a Dresden), director de música de la cort a Schwerin ⚭ Cornelia Csányi (1851–1906), cantant, filla del professor hongarès Dániel (von) Csányi ( 1820–1867).
- Gustav Wilhelm Carl Schmitt (nascut el 9 de desembre de 1837 a Frankfurt del Main; † el 22 de març de 1900 a Clevedon), compositor i director d'orquestra a Nova Zelanda ⚭ Lucy Elizabeth Reeves[1]
- Antonia Schmitt (* desembre de 1824; † 14 d'octubre de 1859), pianista ⚭ Julius von Haast (1822–1887) geòloga, naturalista alemanya, emigrada a Nova Zelanda
- August Schmitt (1830–1866)
- Franziska Josephine Schmitt (1833–1914)[2] ⚭ János Henrik Ritter von Floch-Reyhersberg (* 1824; † després de 1905),[3] consellera de finances hongaresa, va emigrar a Austràlia
- Adolf Schmitt, doctor en química